# E caudata
Pour les articles homonymes, voir E et Caudata.
Le e cédillé paléographique (e caudata) est un e muni d'une cédille (ȩ) ou parfois d'un ogonek (ę). Il a disparu en français mais était présent dans certains manuscrits de l'ancien français et en imprimerie, ainsi que dans d'autres langues.

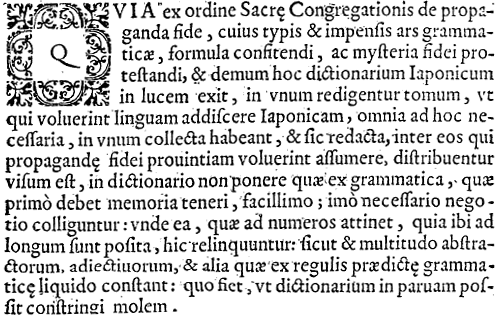
Extrait d'un livre latin publié à Rome en 1632. On trouve ci-dessus un e caudata dans les mots Sacrę, propagandę, prædictę et grammaticę (mais on y trouve aussi grammaticæ et quæ). Le e caudata d'imprimerie a été repris, à la Renaissance, du e caudata manuscrit, bien plus ancien (comme dans la Chanson de Roland).

On trouve donc une sorte de cédille sous le e dans les manuscrits médiévaux, usage attesté dès le VIe siècle en onciale. La lettre obtenue est dite e caudata (« e doté d'une queue », dit aussi e à queue). Elle remplace plus ou moins fréquemment le digramme latin ae (écrit souvent æ par ligature, coutume qui s'est étendue par la suite) servant à noter le plus souvent un /ɛ/ ouvert (au départ long, jusqu'à ce que les oppositions de quantité vocalique n'aient plus cours) issu de l'ancienne diphtongue latine /ae̯/ (monophtonguée à partir du IIe siècle avant l'ère chrétienne). L'usage s'est poursuivi, dans les manuscrits, jusqu'au XVIIIe siècle mais n'a pas survécu à l'imprimerie :
« [le copiste de la Chanson de Roland écrivait] ciel ou cel avec un e cédillé parce que, jusqu'au XIIIe siècle, les mots latins en æ ou œ s'écrivent souvent avec un e cédillé ; reconnaissant le latin cælum sous le français cel, il se laisse aller (ce qui n'a pas de sens en français) à user d'un e cédillé (v. 545, 646, 723, 1156 et 1596). »
Il est notable que cette lettre ait été conservée dans la transcription des romanistes alors que c'est le digramme ae (sous la forme liée æ et nommée ash) qui l'a été dans la transcription des langues germaniques (par ailleurs, ę était aussi utilisé dans les manuscrits du vieil anglais en onciale insulaire irlandaise). 
Cette cédille, d'usage divers avant l'imprimerie, peut alors servir d'indice pour la datation des manuscrits par les paléographes : par exemple, d'après le Dictionnaire de paléographie de L. Mas Latrie (1854), « les manuscrits où l'on voit l’e cédillé et non l’æ doivent être placés entre cinq et sept cents ans », c'est-à-dire entre 1150 et 1350. La cédille permet une précision au siècle près :
« La lettre e avec cédille pour æ paraît donc caractériser le onzième siècle. Mabillon, De Re Diplomatica, p. 367, vient à l'appui de cette thèse. Il nous montre déjà ę pour ae au dixième siècle, p. e. suę pour suae, ex sacramentario Ratoldi, no 587. Mais il nous montre aussi que cet usage n'est pas encore général et cite Galliae, ex ms. codice Remigio. Ses citations de fragments du onzième siècle contiennent généralement ę pour ae. « Ex codice nostro S. Germani, 527 : sapię pour sapientiae. » Dans le douzième siècle le même savant nous fait voir ę pour oe, tandis que e sans cédille est placé pour ae. « Ex Flora Corb. n° 488 et 489, pęno pour poena (commencement du douzième siècle) ; dicte ecclesie pour dictae ecclesiae. » Les chartes me fournissent les arguments les plus péremptoires et semblent prouver que e avec cédille placé pour ae dénote, lorsque l'emploi est général, le onzième siècle. »